# Canada aux Jeux paralympiques d'été de 2004
Le Canada a participé aux Jeux paralympiques d'été de 2004 à Athènes. Il a été représenté par 143 athlètes, qui ont pris part à quinze des dix-neuf catégories sportives.
Le Canada s'est classé troisième au tableau des médailles, derrière la Chine et le Royaume-Uni.

## Participants

### Athlétisme
- Chantal Petitclerc
- Dean Bergergon

## Liste des médaillés canadiens

### Médailles d'or
| Sport                          | Discipline                  | Athlète(s) | Performance | Date |
| ------------------------------ | --------------------------- | --- | ----------- | ---- |
| Athlétisme                     | 200 m T52 hommes            | Andre Beaudoin |             |      |
| Athlétisme                     | 100 m T54 femmes            | Chantal Petitclerc |             |      |
| Athlétisme                     | 200 m T54 femmes            | Chantal Petitclerc |             |      |
| Athlétisme                     | 400 m T54 femmes            | Chantal Petitclerc |             |      |
| Athlétisme                     | 800 m T54 femmes            | Chantal Petitclerc |             |      |
| Athlétisme                     | 1500 m T54 femmes           | Chantal Petitclerc |             |      |
| Athlétisme                     | 100 m T34 femmes            | Chelsea Clark |             |      |
| Athlétisme                     | 200 m T34 femmes            | Chelsea Clark |             |      |
| Athlétisme                     | 200 m T52 femmes            | Lisa Franks |             |      |
| Athlétisme                     | 400 m T52 femmes            | Lisa Franks |             |      |
| Basketball en fauteuil roulant | Tournoi hommes              | David Durepos David Eng Travis Gaertner Chris Stoutenburg Patrick Anderson Jaimie Borisoff Adam Lancia Ross Norton Joey Johnson Richard Peter Roy Henderson Brad Bowden |             |      |
| Boccia                         | Individuel BC3              | Paul Gauthier |             |      |
| Goalball                       | Tournoi femmes              | Kelley Hannett Amy Alsop Contessa Scott Annette Lisabeth Viviane Forest Nancy Morin                                                                                     |             |      |
| Natation                       | 50 m nage libre S10 femmes  | Anne Polinario |             |      |
| Natation                       | 100 m nage libre S10 femmes | Anne Polinario |             |      |
| Natation                       | 50 m nage libre S10 hommes  | Benoît Huot |             |      |
| Natation                       | 100 m nage libre S10 hommes | Benoît Huot |             |      |
| Natation                       | 100 m papillon S10 hommes   | Benoît Huot |             |      |
| Natation                       | 200 m 4 nages SM10 hommes   | Benoît Huot |             |      |
| Natation                       | 400 m nage libre S10 hommes | Benoît Huot |             |      |
| Natation                       | 50 m nage libre S13 femmes  | Kirby Cote |             |      |
| Natation                       | 100 m nage libre S13 femmes | Kirby Cote |             |      |
| Natation                       | 100 m papillon S13 femmes   | Kirby Cote |             |      |
| Natation                       | 200 m 4 nages SM13 femmes   | Kirby Cote |             |      |
| Natation                       | 400 m nage libre S13 femmes | Kirby Cote |             |      |
| Natation                       | 100 m dos S13 femmes        | Chelsey Gotell |             |      |
| Natation                       | 100 m dos S9 femmes         | Stephanie Dixon |             |      |
| Natation                       | 400 m nage libre S13 hommes | Walter Wu |             |      |

### Médailles d'argent
| Sport                     | Discipline          | Athlète(s) | Performance | Date |
| ------------------------- | ------------------- | --- | ----------- | ---- |
| Athlétisme                | 400 m T52 hommes    | Andre Beaudoin |             |      |
| Athlétisme                | 100 m T34 femmes    | Chelsea Lariviere |             |      |
| Athlétisme                | 1500 m T11 hommes   | Jason Dunkerley |             |      |
| Athlétisme                | Marathon T54 hommes | Kelly Smith |             |      |
| Natation                  |                     | |             |      |
|                           |                     | |             |      |
|                           |                     | |             |      |
|                           |                     | |             |      |
|                           |                     | |             |      |
|                           |                     | |             |      |
|                           |                     | |             |      |
|                           |                     | |             |      |
|                           |                     | |             |      |
|                           |                     | |             |      |
|                           |                     | |             |      |
|                           |                     | |             |      |
|                           |                     | |             |      |
|                           |                     | |             |      |
| Rugby en fauteuil roulant | Tournoi mixte       | Allan Cartrand Fabien Lavoie Jared Funk David Willsie Patrice Simard Mike Bacon Michael Whitehead Daniel Paradis Raymond Lizotte Garett Hickling Ian Chan Allam Semenuik |             |      |

### Médailles de bronze
| Sport                          | Discipline                                     | Athlète(s) | Performance | Date |
| ------------------------------ | ---------------------------------------------- | --- | ----------- | ---- |
| Athlétisme                     | 100 m T52 hommes                               | Andre Beaudoin |             |      |
| Athlétisme                     | 400 m T54 femmes                               | Diane Roy |             |      |
| Athlétisme                     | 1500 m T54 femmes                              | Diane Roy |             |      |
| Athlétisme                     | 800 m T52 hommes                               | Dean Bergeron |             |      |
| Athlétisme                     | Marathon T52 hommes                            | Clayton Gerein |             |      |
| Athlétisme                     | Lancer de disque F13 femmes                    | Courtney Knight |             |      |
| Athlétisme                     | Lancer de javelot F13 hommes                   | France Gagné |             |      |
| Athlétisme                     | 400 m T54 hommes                               | Jeff Adams |             |      |
| Athlétisme                     | 800 m T54 femmes                               | Jessica Matassa |             |      |
| Athlétisme                     | 800 m T13 hommes                               | Stuart McGregor |             |      |
| Basketball en fauteuil roulant | Tournoi femmes                                 | Sabrina Pettinicchi Tracey Ferguson Lori Radke Linda Kutrowski Danielle Peers Shira Golden Chantal Benoit Arley McNeney Karla Tritten Kendra Ohama Marni Abbott Jennifer Krempien |             |      |
| Boccia                         | Paires BC3                                     | Paul Gauthier Alison Kabush |             |      |
| Équitation                     | Championnat individuel dressage grade IV       | Karen Brain |             |      |
| Équitation                     | Championnat individuel libre dressage grade IV | Karen Brain |             |      |
| Natation                       | 100 m papillon S8 femmes                       | Andrea Cole |             |      |
| Natation                       | 100 m dos S13 hommes                           | Brian Hill |             |      |
| Natation                       | 400 m nage libre S13 hommes                    | Brian Hill |             |      |
| Natation                       | 50 m nage libre S13 femmes                     | Chelsey Gotell |             |      |
| Natation                       | 100 m nage libre S13 femmes                    | Chelsey Gotell |             |      |
| Natation                       | 200 m 4 nages SM13 femmes                      | Chelsey Gotell |             |      |
| Natation                       | 50 m nage libre S7 femmes                      | Danielle Campo |             |      |
| Natation                       | 400 m nage libre S7 femmes                     | Danielle Campo |             |      |
| Natation                       | 100 m nage libre S11 hommes                    | Donovan Tildesley |             |      |
| Natation                       | 50 m papillon S7 femmes                        | Elisabeth Walker |             |      |
| Natation                       | 50 m nage libre S9 femmes                      | Stephanie Dixon |             |      |